# Keminmaa

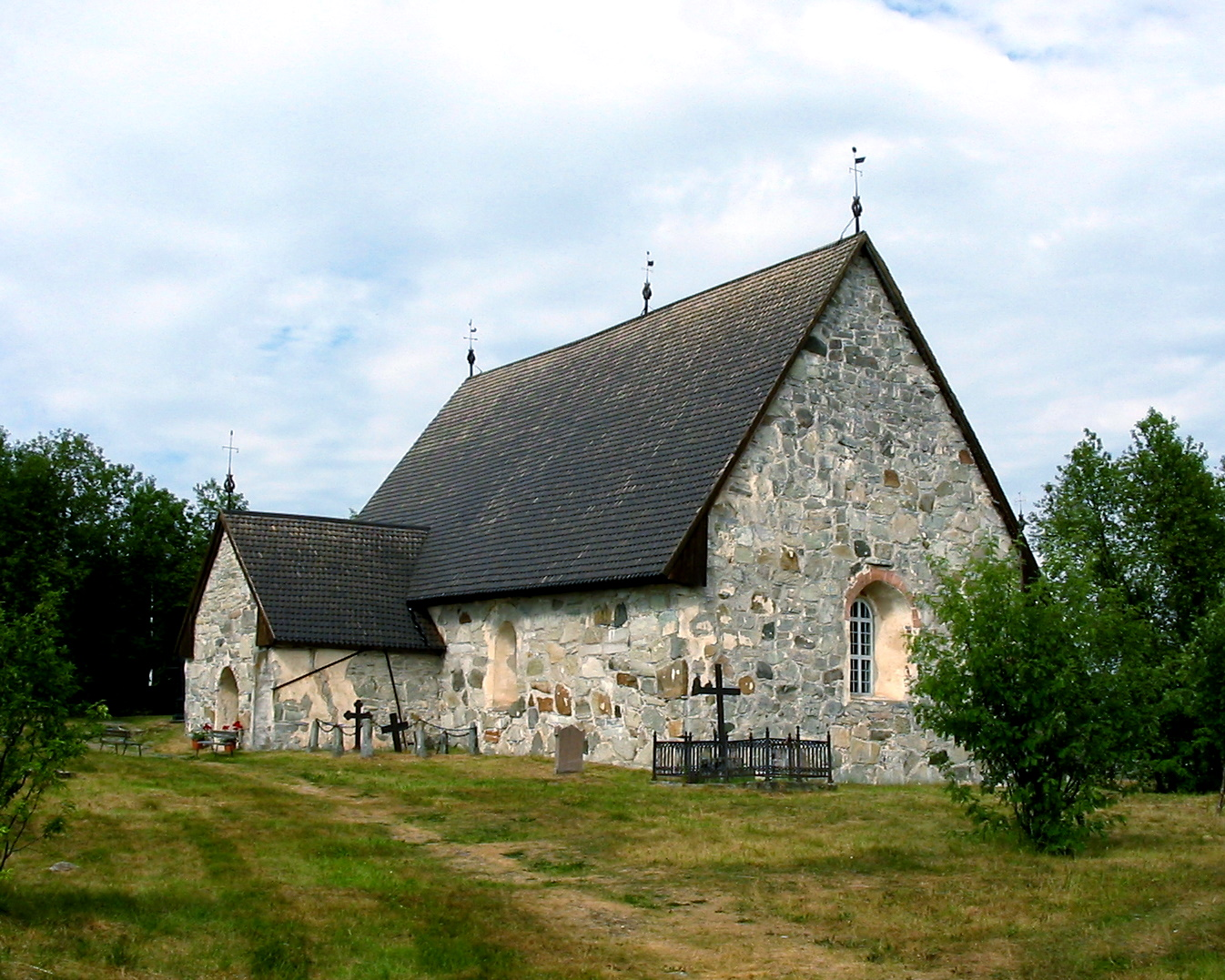
Kostel svatého Michala

Keminmaa je obec ve finské provincii Laponsko.
- Počet obyvatel obce v roce 2003 byl 8 889.
- Rozloha obce je 644,05 km² (z čehož je 17,37 km² vodních ploch).
- Hustota zalidnění je 14,2 obyvatele na km².

Keminmaa je rovněž rodištěm fotbalisty Hannu Tihinena (FC Curych) či herce Petera Franzéna.